# Sigrid Strohschneider-Laue
Sigrid Strohschneider-Laue (* 4. Juli 1961 in Frankfurt am Main) ist eine österreichische Prähistorikerin, Kunstkritikerin und Schriftstellerin. 
Ein Studium der Ur- und Frühgeschichte und Numismatik in Mainz und Wien schloss sie 1987 ab. 
Strohschneider-Laue publiziert seit 1984 – seit 2001 online – neben Fachliteratur auch populärwissenschaftliche Literatur sowie Kurzgeschichten für Kinder und Jugendliche in verschiedenen Medien. Seit 2003 ist sie Herausgeberin des Onlinemagazins für Literatur- und Kunstkritik Ebensolch Rez-E-zine.
Sie ist Mitglied der IG Autorinnen Autoren und des Presseclub Concordia. Seit 1981 lebt sie in Wien und Lutzmannsburg. 

## Werke
- 1993: Kulturvermittlung und Archäologie
- 1993: Abenteuer Archäologie – auch abseits der Museen
- 1994: Neandertaler Junior
- 1995: Mein Herzbuch
- 1995: Abenteuer Urgeschichte. ÖBV, Wien 1995, ISBN 3-215-11795-9.
- 1995: Direktverbindung Zeit – Raum – Mensch
- 1996: Krümelsammlung aus der Minimonster-Muntermacher-Klinik
- 2003: Ebensolch Rez-E-zine
- 2005: Wanderbare Eisenzeit